# Ervígio
Ervígio foi um usurpador do trono visigótico de Toledo que, em conluio com outros nobres, traiu o rei Vamba (672 – 686). Filho de Ardabasto Baltes e Goda; Foi coroado e ungido em 21 de Outubro de 680 (680 - Novembro 687). Perseguiu os judeus tendo sido ajudado nisso pelo bispo Julião de Toledo, ele próprio um judeu converso. Casou com Liuvigoto de quem teve Pedro, duque da Cantábria.

## Descendência
- Cixilona ou Fávila Cixilona